# Owoszcznoj
Owoszcznoj (ros. Овощной) – osiedle w Rosji, w obwodzie rostowskim, w rejonie azowskim. W 2010 liczyło 2421 mieszkańców.